# Majasih
Majasih is een bestuurslaag in het regentschap Indramayu van de provincie West-Java, Indonesië. Majasih telt 3783 inwoners (volkstelling 2010).